# Обидин, Виталий Иванович
Виталий Иванович Обидин (17 ноября 1905, Лукоянов — 9 июня 1981, Ленинград) — советский политработник военно-морского флота, контр-адмирал (18 февраля 1958).

## Биография
Родился 17 ноября 1905 года в Лукоянове Нижегородской губернии Российской империи в семье русского рабочего-железнодорожника Обидина Ивана Игнатьевича (1875 года рождения, уроженца деревни Тетюши) и Обидиной Евдокии Павловны (1880 года рождения, уроженки села Лопатино). Из 14 детей семеро умерли в детстве. Родители не прерывали связь с деревней, где имели свой дом и корову. Летом мать с детьми перебиралась в Тетюши, а к школьным занятиям возвращалась в город, так как школы в д. Тетюши до революции не было. 
В 1922 г. Обидин В. И. вступил в комсомольскую ячейку на станции Лукоянов. В 1923 году окончил железнодорожную школу II ступени. В 1924 года в  Тетюшах организовали комсомольскую ячейку, где избрали Обидина В. И. её первым секретарем. В 1925—1926 годах учился на политпросвет отделении Починковского педтехникума и был секретарем его комсомольской организации. В 1926 г. избран секретарем Лукояновского волкома комсомола.
С ноября 1927 года в РККА курсант-одногодичник 45-го артиллерийского полка 45-й стрелковой дивизии Украинского военного округа, где служил секретарем комсомольской организации полка. С сентября 1928 года в РККФ, курсант Военно-морского училища им. М. В. Фрунзе в Ленинграде. Первые два года обучения был секретарём комсомольской организации курса и два года секретарём парторганизации курса. Вступил в ВКП(б) в 1928 году. После окончания училища в 1932 году назначен штурманом подводной лодки «А-4» бригады подводных лодок Черноморского флота. В 1934 году после восхождения на гору Эльбрус едва не потерял зрение. Был выдвинут на должность военкома подводной лодки, в 1936 году военком дивизиона подводных лодок «М». В 1937 году был назначен военкомом крейсера «Коминтерн». С октября 1938 года военком управления Севастопольского главного военного порта ЧФ, с июня 1939 года военком 3-й бригады подводных лодок ЧФ.
Великая Отечественная война
В 1940—1941 годах учился на Высших военно-политических курсах ВМФ, после окончания которых в июне 1941 году был назначен военкомом 1-й бригады подводных лодок ЧФ. С ноября 1942 года как политработника, имеющего опыт работы в боевых условиях, назначают начальником политотдела, а затем и заместителем по политический части командующего эскадрой кораблей Черноморского флота. С апреля 1944 года в распоряжении Главного политического управления ВМФ СССР, с июня 1944 года начальник политотдела Специальных курсов офицерского состава ВМФ в Ленинграде. Из наградного листа (1944): «Опытный политработник, имеет хорошие теоретические и практические знания. Боевой опыт, полученный в Отечественную войну на Черноморском флоте передает подчинённым. Дисциплинирован, требователен к себе и подчинённым».
Послевоенная служба
Из аттестации (1950): «Обладает большим опытом партийно-политической работы. Правильно руководит политаппаратом и партийными организациями и мобилизует их на выполнение стоящих перед „Классами“ задач. Борется за активную роль коммунистов и комсомольцев в деле достижения высоких показателей в учёбе и дисциплине… Имеет хорошую военно-морскую и политическую подготовку. Морские качества хорошие. Имеет большой боевой опыт на подводных лодках и надводных кораблях Черноморского флота в Отечественную войну».
С октября 1951 г. начальник Военно-морского политического училища им. А. А. Жданова. С октября 1955 года начальник политуправления Северного флота. С мая 1956 года член Военного совета Каспийской военной флотилии, с сентября 1957 года начальник политотдела той же флотилии.
С июля 1962 года в распоряжении Управления кадров ВМФ. С декабря 1962 г. начальник факультета ПЛО Высшего военно-морского училища им. М. В. Фрунзе.
С 16 июня 1964 года в запасе. Находясь в отставке не порывал связи с флотом, своими боевыми товарищами, ведет большую общественную работу, много внимания уделяет военно-патриотическому воспитанию молодежи. Ветераны Военно-Морского Флота избрали его председателем Военно-научного общества при Центральном военно-морском ордена Красной Звезды музее. Одновременно он являлся членом бюро Ленинградской секции Советского Комитета ветеранов войны.
Умер 9 июля 1981 года в Ленинграде. Похоронен на Большеохтинском кладбище.

## Воинские звания
Полковой комиссар
Капитан 1 ранга — 03.12.1942
Контр-адмирал — 18.02.1958

## Награды
Орден Ленина (1953), Орден Красного знамени (1942, 1947, 1957), Орден Нахимова II степени (1945), Орден Красной Звезды (1944), Орден «9 сентября 1944 года» I степени с мечами (1968), именным оружием (1955), Медаль «За оборону Севастополя», Медаль «За оборону Кавказа», Медаль «За оборону Одессы», Медаль «За победу над Германией в Великой Отечественной войне 1941—1945 гг.».

## Семья
Брат Обидин Николай Иванович 1898 года рождения — полярный исследователь.
Сын Обидин Виктор Витальевич 1930 года рождения — офицер ВМФ.